# Comptes Rendus Physique
Comptes Rendus Physique is een internationaal, aan collegiale toetsing onderworpen wetenschappelijk tijdschrift op het gebied van de natuurkunde en de astronomie.
Het wordt uitgegeven door Elsevier namens de Académie des sciences en verschijnt 10 keer per jaar.
Het eerste nummer onder de huidige naam verscheen in 2002; de historie gaat echter terug tot 1835.